# Agoseris coronopifolia
Agoseris coronopifolia là một loài thực vật có hoa trong họ Cúc. Loài này được (d'Urv.) K.L.Chambers & D.M.Moore mô tả khoa học đầu tiên năm 1968.